# Copa de Azerbaiyán
La Copa de Azerbaiyán (en azerí: Azərbaycan Kuboku) es una competición entre clubes de fútbol de Azerbaiyán y la copa nacional que se disputa anualmente por rondas eliminatorias. Fue creada en 1992 y la organiza la Asociación de Federaciones de Fútbol de Azerbaiyán.
El club más ganador es el Qarabağ FK de la ciudad de Ağdam con ocho títulos.

## Sistema de competición
El torneo se disputa anualmente entre los meses de septiembre y mayo del siguiente año, de forma paralela al desarrollo del campeonato de liga. Toman parte equipos de todo el país, tanto de la Liga Premier como categorías inferiores, incluyendo los equipos filiales. La competición se desarrolla por rondas de eliminación directa. Las eliminatorias se disputan a doble partido (ida y vuelta), jugándose cada encuentro en el campo de uno de los contendientes, excepto la final, que se juega a partido único en terreno neutral. 
El equipo campeón accede a la segunda ronda de clasificación de la Liga Europea de la UEFA.

## Palmarés

### Era soviética
- 1936: Stroitel Yuga Baku
- 1937: Temp Baku
- 1938: Temp Baku
- 1939: Lokomotiv Baku
- 1940: Dinamo Baku
- 1941–46: No disputada
- 1947: Pischevik Baku
- 1948: Pischevik Baku
- 1949: KKF Baku
- 1950: Trudovye Rezervy Baku
- 1951: Zavod im. S.M.Budennogo Baku
- 1952: Zavod im. S.M.Budennogo Baku
- 1953: Dinamo Baku
- 1954: BODO Baku
- 1955: Zavod im. S.M.Budennogo Baku
- 1956: NPU Ordgonikidzeneft Baku
- 1957: Mekhsul Tovuz
- 1958: SK BO PVO Baku
- 1959: Neftyanik Quba
- 1960: ATZ Sumgait
- 1961: NPU Ordgonikidzeneft Baku
- 1962: MOIK Baku
- 1963: MOIK Baku
- 1964: Vostok Baku
- 1965: Vostok Baku
- 1966: Vostok Baku
- 1967: Apsheron Baku
- 1968: Politechnik Mingechaur
- 1969: MOIK Baku
- 1970: MOIK Baku
- 1971: Suruhanez Salyany
- 1972: Izolit Mingechaur
- 1973: MOIK Baku
- 1974: MOIK Baku
- 1975: Suruhanez Baku
- 1976: MOIK Baku
- 1977: Suruhanez Baku
- 1978: MOIK Baku
- 1979: Suruhanez Baku
- 1980: Energetik Ali-Bayramly
- 1981: Gandglik Baku
- 1982: Gandglik Baku
- 1983: FK Vilash Masalli
- 1984: Konditer Gandja
- 1985: Konditer Gandja
- 1986: İnşaatçı Sabirabad
- 1987: Khazar Lankaran
- 1988: Araz Baku
- 1989: Gandglik Baku
- 1990: Qarabağ FK
- 1991: İnşaatçı Baku

### República Independiente
| Temporada | Campeón                                      | Resultado                                    | Finalista                                    | Sede de la final                             |
| --------- | -------------------------------------------- | -------------------------------------------- | -------------------------------------------- | -------------------------------------------- |
| 1992      | Inshaatchi Baku                              | 2 - 1                                        | Kur Mingachevir                              | Estadio Tofiq Bəhramov, Bakú                 |
| 1993      | Qarabağ FK                                   | 1 - 0                                        | Inshaatchi Sabirabad                         | Estadio Tofiq Bəhramov, Bakú                 |
| 1993–94   | Käpäz Ganja                                  | 2 - 0                                        | Khazar Lankaran                              | Estadio Tofiq Bəhramov, Bakú                 |
| 1994–95   | Neftchi Baku                                 | 1 - 0                                        | Kur-Nur Mingachevir                          | Estadio Tofiq Bəhramov, Bakú                 |
| 1995–96   | Neftchi Baku                                 | 3 - 0                                        | Qarabağ FK                                   | Estadio Tofiq Bəhramov, Bakú                 |
| 1996–97   | Käpäz Ganja                                  | 1 - 0                                        | Khazri Buzovna                               | Estadio Tofiq Bəhramov, Bakú                 |
| 1997–98   | Käpäz Ganja                                  | 2 - 0                                        | Qarabağ FK                                   | Estadio Tofiq Bəhramov, Bakú                 |
| 1998–99   | Neftchi Baku                                 | 0 - 0 (5-4 pen.)                             | FK Shamkir                                   | Estadio Tofiq Bəhramov, Bakú                 |
| 1999–00   | Käpäz Ganja                                  | 2 - 1                                        | Qarabağ FK                                   | Estadio Tofiq Bəhramov, Bakú                 |
| 2000–01   | Shafa Baku                                   | 2 - 1                                        | Neftchi Baku                                 | Estadio Mehdi Huseynzade, Sumgait            |
| 2001–02   | Neftchi Baku                                 | adjudicado                                   | FK Shamkir                                   | Estadio Tofiq Bəhramov, Bakú                 |
| 2002–03   | No disputada                                 | No disputada                                 | No disputada                                 | No disputada                                 |
| 2003–04   | Neftchi Baku                                 | 1 - 0                                        | FK Shamkir                                   | Estadio Tofiq Bəhramov, Bakú                 |
| 2004–05   | FK Baku                                      | 2 - 1                                        | Inter Baku                                   | Estadio Tofiq Bəhramov, Bakú                 |
| 2005–06   | Qarabağ FK                                   | 2 - 1                                        | Karvan Yevlax                                | Shafa Stadium, Bakú                          |
| 2006–07   | Khazar Lankaran                              | 1 - 0                                        | MKT Araz Imisli                              | Estadio Tofiq Bəhramov, Bakú                 |
| 2007–08   | Khazar Lankaran                              | 2 - 0                                        | Inter Baku                                   | Estadio Tofiq Bəhramov, Bakú                 |
| 2008–09   | Qarabağ FK                                   | 1 - 0                                        | Inter Baku                                   | Estadio Tofiq Bəhramov, Bakú                 |
| 2009–10   | FK Baku                                      | 2 - 1                                        | Khazar Lankaran                              | Estadio Tofiq Bəhramov, Bakú                 |
| 2010–11   | Khazar Lankaran                              | 1 - 1 (4-2 pen.)                             | Inter Baku                                   | Estadio Tofiq Bəhramov, Bakú                 |
| 2011–12   | FK Baku                                      | 2 - 0                                        | Neftchi Baku                                 | Dalga Arena, Bakú                            |
| 2012–13   | Neftchi Baku                                 | 0 - 0 (5-3 pen.)                             | Khazar Lankaran                              | Estadio Tofiq Bəhramov, Bakú                 |
| 2013–14   | Neftchi Baku                                 | 1 - 1 (3-2 pen.)                             | FK Qäbälä                                    | Estadio Tofiq Bəhramov, Bakú                 |
| 2014–15   | Qarabağ FK                                   | 3 - 1                                        | Neftchi Baku                                 | Estadio ciudad de Gabala, Gabala             |
| 2015–16   | Qarabağ FK                                   | 1 - 0                                        | Neftchi Baku                                 | Estadio Tofiq Bəhramov, Bakú                 |
| 2016–17   | Qarabağ FK                                   | 2 - 0                                        | FK Qäbälä                                    | Estadio de Najicheván, Najicheván            |
| 2017–18   | Keshla FK                                    | 1 - 0                                        | FK Qäbälä                                    | Estadio ciudad de Gabala, Gabala             |
| 2018–19   | FK Qäbälä                                    | 1 - 0                                        | Sumgayit FK                                  | Estadio de Najicheván, Najicheván            |
| 2019–20   | Abandonado debido a la pandemia del COVID-19 | Abandonado debido a la pandemia del COVID-19 | Abandonado debido a la pandemia del COVID-19 | Abandonado debido a la pandemia del COVID-19 |
| 2020–21   | Keshla FK                                    | 2 - 1                                        | Sumgayit FK                                  | Bank Respublika Arena, Masazır               |
| 2021–22   | Qarabağ FK                                   | 1 - 1 (4-3 pen.)                             | Zira FK                                      | Estadio ciudad de Gabala, Gabala             |
| 2022–23   | FK Qäbälä                                    | 1 - 0 (pró.)                                 | Neftchi Bakú                                 | Bakcell Arena, Bakú                          |
| 2023–24   | Qarabağ FK                                   | 2 - 1                                        | Zira FK                                      | Dalga Arena, Bakú                            |
| 2024–25   | Sabah FK                                     | 3 - 2                                        | Qarabağ FK                                   | Estadio Mehdi Huseynzade, Sumgait            |

## Títulos por club desde 1992
| Club                       | Campeón | 2° | Años campeón                                   |
| -------------------------- | ------- | -- | ---------------------------------------------- |
| Qarabağ FK                 | 8       | 4  | 1993, 2006, 2009, 2015, 2016, 2017, 2022, 2024 |
| Neftchi Baku PFK           | 7       | 5  | 1995, 1996, 1999, 2002, 2004, 2013, 2014       |
| Käpäz Ganja PFK            | 4       | –  | 1994, 1997, 1998, 2000                         |
| FK Khazar Lankaran †       | 3       | 3  | 2007, 2008, 2011                               |
| FK Baku                    | 3       | –  | 2005, 2010, 2012                               |
| Keshla FK (Inter Baku)     | 2       | 4  | 2018, 2021                                     |
| FK Qäbälä                  | 2       | 3  | 2019, 2023                                     |
| FK Inshaatchi Baku †       | 1       | –  | 1992                                           |
| FK Shafa Baku †            | 1       | –  | 2001                                           |
| Sabah FK                   | 1       | –  | 2025                                           |
| FK Shamkir                 | –       | 3  | -----                                          |
| FK Energetik Mingachevir † | –       | 2  | -----                                          |
| Sumgayit FK                | –       | 2  | -----                                          |
| Zira FK                    | –       | 2  | -----                                          |
| FK Inshaatchi Sabirabad †  | –       | 1  | -----                                          |
| Khazri Buzovna †           | –       | 1  | -----                                          |
| FK Karvan Yevlax †         | –       | 1  | -----                                          |
| FK MKT Araz Imisli †       | –       | 1  | -----                                          |

- † Equipo desaparecido.